# Episodi de L'isola del tesoro (serie animata 2015)
La serie televisiva a cartoni animati L'isola del tesoro è stata trasmessa in Italia da Rai Gulp a partire dal 22 novembre 2016.
| N° | Titolo                         | Data             |
| -- | ------------------------------ | ---------------- |
| 1  | La mappa                       | 22 novembre 2016 |
| 2  | Un equipaggio per l'Hispaniola | 23 novembre 2016 |
| 3  | Un oceano di misteri           | 23 novembre 2016 |
| 4  | L'ammutinamento                | 24 novembre 2016 |
| 5  | Il tesoro mancato              | 24 novembre 2016 |
| 6  | Giamaica                       | 25 novembre 2016 |
| 7  | Fuga da Port Royal             | 25 novembre 2016 |
| 8  | Tortuga                        | 26 novembre 2016 |
| 9  | Vita da pirati                 | 26 novembre 2016 |
| 10 | Assalto a Tortuga              | 27 novembre 2016 |
| 11 | La roccia                      | 27 novembre 2016 |
| 12 | Africa!                        | 28 novembre 2016 |
| 13 | Il porto degli schiavi         | 28 novembre 2016 |
| 14 | Mama Voodoo                    | 29 novembre 2016 |
| 15 | Oceano verde                   | 29 novembre 2016 |
| 16 | A caccia di zombie             | 30 novembre 2016 |
| 17 | Pantano di alghe               | 30 novembre 2016 |
| 18 | Pestilenza a Veracruz          | 1 dicembre 2016  |
| 19 | Ad ogni costo!                 | 1 dicembre 2016  |
| 20 | Fratelli del mare              | 2 dicembre 2016  |
| 21 | La battaglia delle secche      | 2 dicembre 2016  |
| 22 | La forza di Jojo               | 3 dicembre 2016  |
| 23 | L'uomo medicina                | 3 dicembre 2016  |
| 24 | Uragano                        | 4 dicembre 2016  |
| 25 | La vendetta delle Vele Nere    | 4 dicembre 2016  |
| 26 | Il pianto di un Dio            | 5 dicembre 2016  |

## La mappa
Anno 1735. In un'isola del Pacifico alcuni inglesi intrattengono scambi con degli indigeni. Fra essi c'è Jim Hawkins, un famoso medico che cura una giovane donna con rimedi naturali, guadagnandosi l'amicizia del capo-tribù. Improvvisamente però un suo amico, l'ufficiale Adam, lo chiama e lo porta su un versante dell'isola dove scoprono la tomba di un pirata di nome Long John Silver. Jim, improvvisamente demoralizzato, comincia a raccontare ad Adam la sua storia. 
Tutto ebbe inizio parecchi anni prima a bordo del Walvus, la nave del terribile pirata Joshua Flint, padrone assoluto di tutti i mari. Allora Long John Silver lavorava come cambusiere proprio su quel veliero. I pirati avevano trovato un luogo perfetto per nascondere il loro immenso tesoro, ovvero l'isola dello Scheletro, nei mari del Cariben. Tuttavia, Flint aveva altri piani: infatti aveva intenzione di distruggere le navi con delle micce precedentemente portate a bordo e di eliminare i pochi superstiti, così da poter poi fuggire dall'isola con una piccola zattera e tenersi il tesoro tutto per sé. Tuttavia Silver lo scoprì e, con la complicità di Billy Bones, tagliò le micce e una volta a terra uccise Flint sparandogli una pallottola nel cuore, secondo la legge dei pirati che prevedeva la morte per tradimento. Dopodiché i pirati nascosero il tesoro nei pressi di un'antica statua e fuggirono con il Walvus, e Bones disegnò una mappa per ritrovare il tesoro. Dopo la loro partenza però Flint si ridestò e, stupefatto, seguì una voce che lo portò nella grotta del tesoro; ivi una gigantesca serpe lo attaccò e il pirata si difese coraggiosamente, ma la pelle del rettile non poteva essere trapassato dalle sue armi. Egli infatti in realtà era Hurakan, l'antico dio maya dei venti, delle tempeste e del fuoco, che rivelò di averlo resuscitato perché lui eseguisse i suoi ordini. Flint si rifiutò di farlo, ma il dio rivelò che la pallottola sparata da Silver ancora era nel suo cuore e che, se avesse disobbedito, l'avrebbe reso di nuovo mortale uccidendolo; dopodiché lo costrinse a gettare il tesoro, appartenuto alle antiche popolazioni di selvaggi, all'interno della statua, per poi affermare che il conto alla rovescia per la fine del popolo bianco era cominciato. Nel frattempo gli altri pirati vennero travolti da un uragano che distrusse il Walvus; solo Silver e Bones si salvarono e furono riportati a terra da marinai inglesi che li credevano semplici navigatori. Una volta lì, i due si separarono, promettendo di ritrovarsi una volta messa insieme una ciurma.
Qualche tempo dopo entra in scena Jim, che è un ragazzo di appena tredici anni che vive a Bristol; lavora all'Admiral Benbow, la locanda di sua madre, situata su un promontorio della costa dell'Orst, come tuttofare. Un giorno giunge alla locanda Billy Bones, il quale chiede una stanza e vi resta per un lungo periodo. Bones ogni sera racconta storie di pirati e filibustieri ai quali ovviamente nessuno crede, ma sono così belle che attira molta clientela sulla locanda. Un giorno Jim incontra Bones sul promontorio e ivi il vecchio pirata gli rivela di aver navigato per molti anni, ma che ormai non possiede più nulla; tuttavia il suo pappagallo, Capitano Flint, si fa scappare qualche parola di troppo su un'isola misteriosa e Bones, infuriato, scaccia Jim in malo modo. Tuttavia il ragazzo, incuriosito, lo spia da un buco nel muro e scopre che le storie del pirata sono vere, in quanto egli possiede la mappa che conduce al tesoro di Flint.
Nel frattempo Hurakan invia Flint in Giamaica, allora protettorato inglese, e ivi il pirata scopre di aver ottenuto, oltre all'immortalità, anche un'agilità e una forza sovrumane; con queste qualità, si reca al palazzo del governatore Blade e lì lo cattura. A quel punto Hurakan compare e uccide Blade, per poi scambiare il suo corpo con quello di Flint, facendogli così assumere l'aspetto del governatore. Hurakan rivela che il compito del pirata sarà quello di conquistare le terre dei bianchi situate oltre il sole che si alza al di là del mare; con queste parole Flint capisce che il dio vuole che lui vada contro l'intera Europa e, infuriato, gli chiede come fare a compiere un'impresa tanto impossibile. Hurakan lo rassicura, affermando che presto avrebbe comandato un'armata invincibile, per poi ordinargli di comportarsi come il governatore e di raccontare al popolo che avrebbe affrontato i pirati con un piano segreto; dopodiché scompare. Flint, felice del suo nuovo status sociale, si reca ad assistere ad un'esecuzione, ma ivi riconosce fra i condannati un uomo, chiamato il Portoghese, e lo libera perché esegua i suoi ordini, conscio del fatto che si tratta di un ottimo sicario; dopodiché gli fornisce una nave e lo manda a Bristol. Poi chiama il colonnello/ammiraglio Williams, comandante militare della Giamaica, e gli ordina di proteggere solo ed esclusivamente l'isola, senza avventurarsi in incursioni sul mare.
Il giorno dopo alla locanda Benbow giunge il dottor Livesey, un famoso medico inglese che insegna a Jim l'arte della medicina; il dottore inoltre consiglia a Bones di smettere di bere rum, in quanto le sue condizioni di salute peggiorano, ma questi non lo ascolta e lo caccia in malo modo. Durante la notte giunge alla locanda il Portoghese, il quale chiede una stanza; Jim però lo vede spiare Bones e raggiunge la finestra del pirata dalla finestra. Di nascosto assiste così ad un'inquietante scena : il Portoghese si presenta a Bones con la scusa di un invito galante da parte di una nobildonna, e il pirata, nonostante gli avvertimenti del pappagallo, abbassa le difese; a quel punto il sicario lo pugnala a morte e crema il suo corpo distruggendo le lampade ad olio della stanza, per poi fuggire. Jim cerca di spegnere l'incendio, ma il suo tentativo fallisce e la locanda crolla distrutta dalle fiamme; solo la mappa del tesoro, volata fuori dalla finestra durante lo scontro tra Bones e il Portoghese, si salva. Jim e la madre sono disperati poiché hanno perso la loro unica occasione di guadagnare qualcosa, ma quando tutti sembra perduto Jim ritrova la mappa, riaccendendo così la speranza, dato che il tesoro di Flint risolverebbe i loro problemi.

## Un equipaggio per l'Hispaniola
Dopo la distruzione della locanda, Jim e sua madre vengono portati dal dottor Livesey alla dimora del conte Triloni, il quale, impietosito, gli offre di lavorare per lui e dà a Jim la possibilità di continuare i suoi studi di medicina. Tuttavia Jim gli mostra la mappa e rivela che Billy Bones non è morto per caso, ma per un assassinio. Il conte Triloni è entusiasta per la scoperta del tesoro di Flint, ma lo è ancora di più il dottor Livesey, poiché nel tesoro si trova anche il Codex Indicus, il libro dove i primi coloni spagnoli trascrissero le conoscenze mediche, astronomiche e farmacologiche dei popoli nativi dell'America. Tuttavia Triloni si rende conto che la mappa è priva di coordinate, in quanto Bones le sapeva a memoria. Jim è scoraggiato da questo, ma poi si rende conto che il pappagallo (il quale lo aveva scelto come suo secondo padrone) ha imparato a memoria le coordinate, ovvero 75, 17, 15 e 29. Grazie ad esse Triloni colloca l'isola del tesoro in latitudine 75 ovest e longitudine 15 nord, ovvero nel Mar dei Caraibi. Estasiati dalla scoperta, il trio inizia a preparare una nave.
In breve Triloni fa costruire l'Hispaniola, un veliero capitano dal capitano Smollett. Questi è molto intransigente e non riesce a trovare pertanto una ciurma adeguata ad attraversare l'Atlantico. Sulla nave in costruzione Jim incontra Jojo, il quale è un africano schiavo di mastro Bolwin, un falegname, il quale lo maltratta continuamente. Poco dopo Triloni incarica Jim di portare l'inventario delle provviste a un rinomato cuoco di Bristol, di nome Long John Silver, il quale è anche stato arruolato come cambusiere sulla nave. Jim incontra facilmente l'uomo, il quale si rivela molto amichevole e intrattiene Jim con storie di pirati e marinai (anche lui era un marinaio, infatti perse la gamba destra servendo il capitano Ook, famoso ammiraglio inglese). Durante la sera Triloni, infuriato per il ritardo di Jim, si reca alla locanda di Silver, ma questi si prende la colpa per l'insubordinazione del ragazzo e offre al conte la cena. Mentre Jim si addormenta, Silver fa sbronzare Triloni scoprendo così lo scopo della missione e si propone di reclutare lui stesso la ciurma per l'Hispaniola.
Intanto il Portoghese si incontra con un uomo, Arnold, il quale lo conduce da Silver (secondo obbiettivo del sicario dopo Billy Bones), ma l'assassino capisce che non è quello il momento per ucciderlo, in quanto è con altre persone. Il giorno dopo Silver fa il giro di Bristol reclutando pirati in pensione da lui molto conosciuti; il Portoghese lo segue tutto il tempo e cerca più volte di assassinarlo, ma è sempre costretto a rinunciare poiché il cuoco non si muove mai da solo. 
Intanto Jim, il giorno prima della partenza, vede una donna picchiare due ragazzine e le difende ostacolando la crudele signore mentre le insegue. Una volta fuori pericolo, le due gli rivelano di essere Lynn e Tracy, figlie dell'ammiraglio Simon Stanton, il quale è stato da poco ucciso dalla donna che le maltrattava, ovvero la loro matrigna, con un veleno. Le due ragazze non sanno dove andare e Jim le offre il suo aiuto, ma Tracy, la maggiore, rifiuta. Poco dopo Jim incontra anche Jojo e lo aiuta a trasportare un pesante legno (nonostante sia vietato poiché Jim è un uomo bianco); Jojo fa così conoscenza con Lynn e Tracy e propone loro di nascondersi nel capanno accanto alla sua falegnameria; Tracy alla fine accetta. 
Il giorno dopo Silver imbarca tutti i pirati e Smollett è più che felice della sua nuova ciurma; tuttavia uno dei suoi uomini non si presenta e perciò la nave è senza un nostromo. A questo punto Arnold si fa avanti e si propone come tale, avvertendo però il capitano di non fidarsi di Silver. Intanto Jim corre a chiamare Tracy, Lynn e Jojo per portarli via con lui, ma non riesce a trovarli e alla fine è costretto a salpare senza di loro, riuscendo all'ultimo momento a salire sul l'Hispaniola.

## Un oceano di misteri
Jim sulla nave si mette alle dipendenze di Silver, il quale decide di insegnargli parte della vita di mare. Quando però il cuoco gli ordina di andare a prendere un sacco di patate in cambusa, Jim scopre che Tracy, Lynn e Jojo si sono imbarcati di nascosto per scappare da Bristol; il ragazzo promette di mantenere il segreto, conscio che se fossero scoperti il capitano li punirebbe a dovere.
Intanto a Bristol il Portoghese manda un messaggio a Flint tramite un corvo viaggiatore informandolo della morte di Billy Bones e della partenza di Silver; il vecchio pirata, ricevuto il messaggio, gli ordina di tornare subito in Giamaica. Poco dopo Hurakan fa visita a Flint, in quanto non apprezza che lui segua la vendetta anziché lavorare per la sua missione, e gli propone di compiere lui la sua vendetta scatenando un uragano che cancellerà l'Hispaniola; tuttavia Flint rinnega l'offerta in quanto preferisce uccidere Silver personalmente. Hurakan acconsente, ma a patto che questo non interferisca nel suo piano. 
Intanto sul l'Hispaniola Jim fa conoscenza con le spietate punizioni che il capitano infligge ai marinai (un uomo viene fustigato con un gatto a nove code poiché aveva per errore perso il coltello per tagliare la cima dell'albero di trinchetto), ma nonostante ciò mantiene il segreto e continua a proteggere i suoi amici. Tuttavia, malgrado le precauzioni di Jim, Silver si accorge di loro, ma fortunatamente decide anche lui di non rivelare nulla a Smollett.
Intanto il Portoghese raggiunge la Giamaica e ivi insieme a Flint invia un corvo viaggiatore ad Arnold per avere notizie del viaggio.
Sulla nave Smollett calcola che entro tre giorni la nave avrebbe incrociato i venti alisei, per poi proseguire per i Caraibi altri quindici giorni, stimando così il tempo di viaggio di diciotto giorni. Poco dopo però Lynn, spaventata da un ratto, scappa dalla cambusa e il capitano scopre i clandestini. Silver si prende la colpa della loro presenza e Triloni, impietosito dalle loro disgrazie, prega Smollett di aver pietà per loro. Tuttavia il capitano si dimostra irremovibile, ma accetta di applicare la legge solo una volta tornati in Inghilterra col tesoro; fino ad allora i tre avrebbero lavorato con Jim sulla nave.
Silver allora comincia a istruire i quattro su come vivere da marinai e passa così tanto tempo con loro da affezionarsi a tal punto che li tratta come fossero figli suoi. L'affetto è reciproco, infatti anche i ragazzi vedono in lui una sorta di figura paterna. In breve Jim diventa un marinaio provetto, anche se, come rivela al dottor Livesey, non ha abbandonato il sogno di diventare dottore.
Un giorno Silver, durante una pausa, vede il corvo viaggiatore del Portoghese volare da Arnold, il quale gli consegna un messaggio, e capisce così che il nostromo è una spia. Approfittando di una tempesta che si abbatte durante la notte sul veliero, Silver indossa il suo abito da pirata e affronta Arnold sul ponte (dato che gli altri marinai si rifugiano in cambusa, fatta eccezione per pochi che sono però dalla parte di Silver), cercando di farsi rivelare per chi lavora, promettendogli una parte del tesoro; tuttavia il malvagio nostromo si rifiuta di parlare e durante la lotta precipita in mare, morendo senza che Silver riesca ad ottenere da lui alcuna informazione.
Il giorno dopo Smollett si rende conto della scomparsa del nostromo e crede sia precipitato in mare durante la tempesta. Silver, per commemorare la morte di Arnold, recita un salmo per lui, sviando così ogni sospetto di omicidio. Tuttavia Jim, mentre è in un barile per prendere una mela per Lynn, sente Silver parlare con gli altri pirati affermando di aver ucciso lui Arnold, e che presto si sarebbero impadroniti della nave uccidendo il resto dell'equipaggio. Poco dopo viene avvistata l'isola del tesoro e, approfittando della distrazione dei pirati, Jim fugge dal barile ferito nel profondo per il tradimento di Silver.
Durante la notte, al largo delle coste della Giamaica, Flint assalta una nave pirata e trucida tutti i marinai; a questo punto Hurakan appare e con un incantesimo trasforma i corpi dei morti in zombie, ovvero la prima parte dell'esercito con cui Flint conquisterà l'Europa.

## L'ammutinamento
Dopo aver scoperto il piano di Silver, Jim decide di avvertire il capitano; tuttavia l'isola del tesoro è ormai in vista e Smollett offre da bere a tutti, costringendo così Jim a servire tutti i marinai. Jim vorrebbe anche andare a servire il capitano, ma Silver manda Jojo anziché lui; allora il ragazzo finge un malessere e, non appena i pirati si distraggono, usa le funi delle vele per raggiungere la finestra della cabina del capitano. Ivi rivela al dottor Livesey, a Smollett e a Triloni l'intrigo di Silver; anche Jojo ne viene a conoscenza (dato che aveva appena servito da bere il capitano e aveva origliato dalla porta) e, ferito per il fatto che né Jim né Smollett si fidano di lui, se ne torna in cambusa. Smollett decide di dare ai pirati un giorno libero, opportunità che Silver vuole sfruttare per convincere il resto dei marinai a seguirlo; non appena i pirati sbarcano, il capitano fa calare due scialuppe per fuggire. Jim corre a prendere Tracy, Lynn e Jojo, ma quest'ultimo si rifiuta di seguirlo, affermando che seguendo il capitano Smollett al ritorno sarebbe tornato uno schiavo, mentre seguendo Silver può morire da libero. Lui e Jim si separano quindi con un abbraccio.
Così Smollett, Triloni, Livesey, Tracy, Lynn, Jim e due servitori scappano con le scialuppe; non appena si sono allontanati abbastanza, Jojo avverte i pirati rimasti sulla nave affermando di essere anche lui con Silver. I pirati sparano alle scialuppe con i cannoni, ma non riescono a colpirle. Intanto nel folto della giungla Silver e gli altri pirati cercano di convincere Tom, Alan, Redunt e Joice (ovvero i marinai fedeli al capitano) a passare dalla loro, ma questi si rifiutano e, approfittando della distrazione dei pirati (sorpresi dal rombo dei cannoni), cercano di fuggire, ma i pirati fucilano Tom e Alan. Smollett e gli altri si rifugiano in un vecchio fortino sull'isola e vengono raggiunti da Redunt e Joice, che si uniscono alla resistenza.
Intanto Flint e il Portoghese raggiungono l'isola con una fregata da guerra inglese e un esercito di marinai e il vecchio pirata, con la scusa di andare in avanscoperta, si fa calare con una scialuppa. Una volta fuori dalla vista dei suoi marinai evoca Hurakan, spiegandogli che uccidendo i pirati dell'isola lui otterrà la sua vendetta e il dio altre truppe per il suo esercito. Hurakan accetta, pur sapendo che Flint lo fa in realtà solo per vendicarsi.
Nel frattempo sull'isola Silver e Jojo si recano al fortino per parlamentare; il capitano Smollett decide di ascoltarli, e il pirata afferma che, se gli consegnassero la mappa, lui li lascerebbe andare illesi. Tuttavia Smollett non si fida e li caccia in malo modo, offendendo anche Jojo definendolo indegno di fiducia. Allora i pirati assalgono il fortino e, dopo un duro combattimento, le cose sembrano volgere al peggio; tuttavia Lynn, Tracy e Jim ricaricano in fretta i moschetti e il gruppo elimina parecchi pirati. Tuttavia, durante lo scontro, Redunt e Joice rimangono uccisi e Smollett viene gravemente ferito alla spalla. Jim, preoccupato per la sorte di Jojo, decide durante la notte di andare all'accampamento dei pirati con Tracy e Lynn per convincerlo a passare dalla loro.
Intanto sul l'Hispaniola sono rimasti solo pochi pirati (gli altri si accampano sulla spiaggia); Flint li raggiunge in fretta grazie a un vento scatenato da Hurakan e, salito a bordo, li trucida. Il vecchio pirata inscena anche un duello con Hisrael, un pirata rimasto per un po' nella sua ciurma che aveva precedentemente sentito parlare male di lui; durante lo scontro abbandona il corpo del governatore Blade e ritorna brevemente ad essere Joshua Flint, e Hisrael, terrorizzato (poiché lo crede un fantasma), si lascia uccidere senza opporre resistenza.

## Il tesoro mancato
Jim, Tracy e Lynn raggiungono senza farsi notare l'accampamento dei pirati e, non appena questi si addormentano, il ragazzo corre a parlare con Jojo; questi però si dimostra irremovibile, ma afferma comunque che Jim per lui è un grande amico. Tuttavia Lynn esce per errore allo scoperto e il pappagallo Capitano Flint avverte gli altri pirati, che li catturano facilmente; tuttavia Silver gli impedisce di ucciderli per usarli come ostaggi. All'insaputa di tutti, una figura misteriosa li spia dal folto della giungla.
Il giorno dopo Silver cerca di convincere anche i ragazzi ad unirsi a lui, confessando che l'affetto che provava per loro era reale, non una bugia; tuttavia questi si rifiutano sdegnosamente e Jim rivela di essere stato lui a svelare a Smollett la loro congiura. Gli altri pirati, infuriati, vogliono uccidere Jim, ma Silver li ferma; tuttavia uno di essi, Jog, gli ricorda che la pena per il tradimento è la morte, e che pertanto il ragazzo va punito. Silver allora spaccia la sua debolezza come un piano, affermando di voler uccidere Jim di fronte a Smollett e gli altri così da costringerli ad arrendersi.
Il gruppo di pirati allora si addentra nel folto della giungla, ma ivi una vice misteriosa, che afferma di essere il fantasma del capitano Flint, ordina loro di liberare i ragazzi; Silver, seppur terrorizzato, mantiene sangue freddo e capisce che la voce in realtà è quella di Ben Gunn, un pirata della vecchia ciurma di Flint che riteneva morto da tempo sull'isola. Jim approfitta della sua distrazione per scappare e viene liberato da uno strano uomo semi-impazzito che afferma di essere il fantasma di Ben Gunn, senza rendersi conto di parlare di se stesso. Jim gli chiede di riportarlo dagli altri.
Intanto Silver sguinzaglia i pirati alla ricerca di Jim, per poi portare via Tracy e Lynn; tuttavia mentre cammina vede la fregata inglese avvicinarsi all'isola e decide di liberare le ragazze, affermando che in realtà si era introfulato tra i pirati per sabotarli. Pur non credendogli, Tracy e Lynn accettano di essere riportate da Smollett e gli altri. Durante il cammino incontrano anche Jojo, che si unisce alla combriccola pur malvolentieri. 
Intanto Flint uccide uno ad uno tutti i pirati e cerca di eliminare anche Silver, ma è costretto a rinunciare poiché questi si muove sempre in gruppo; allora torna sulla spiaggia e accogliere i marinai inglesi. Intanto Jim e Ben raggiungono il fortino, seguiti da Silver, Jojo, Tracy e Lynn; Triloni e Livesey decidono di tornare al mare e ivi incontrano Flint (che si spaccia nuovamente per Blade), il quale gli offre protezione e cerca di uccidere Silver affermando che è suo dovere in quanto questi è un pirata, ma Triloni e i ragazzi lo fermano chiedendo un regolare processo. Flint allora lo rinchiude in cambusa.
Triloni e Livesey, accompagnati dai ragazzi, si recano al nascondiglio del tesoro, ma lo trovano vuoto, fatta eccezione per il Codex, misteriosamente salvatosi. Ipotizzando che l'oro dia stato rubato da altri pirati giunti lì prima di loro, Jim, amareggiato, si allontana nella foresta con i suoi amici; ivi Ben lo avverte che sono in pericolo e per dimostrarglielo gli mostra Blade (in realtà Flint) e il Portoghese parlare assieme di uccidere Silver. Flint nota i ragazzi e rispedisce il Portoghese sulla nave, per poi evocare Hurakan, che trasforma i morti dell'isola in zombie con lo scopo di uccidere i ragazzi che, secondo lui, hanno visto troppo. I ragazzi, insieme a Ben, raggiungono l'Hispaniola e si preparano a salirci, mentre da tutta l'isola gli zombie arrancano per raggiungerli a loro insaputa.

## Giamaica
Jim, Tracy, Lynn, Jojo e Ben scappano dall'isola con una zattera, per scappare dagli zombie e rubano la nave del governatore (Flint), e lì trovano un altro zombie che riescono a mettere fuori combattimento. È proprio sulla nave che Jojo spiega ai suoi amici che quelli sono zombie, ovvero creature che secondo le antiche culture sono morti-viventi. Il gruppo decide di andare in Giamaica per salvare Silver, infatti Flint, fingendosi ancora il governatore, porta Silver davanti a un tribunale, insieme a lui in Giamaica sono giunti in compagnia di Flint anche Trelawney, Livesey e Smollett.
Silver viene condannato a morte dal giudice, anche se Livesey e Trelawney non trovano che il processo sia stato condotto nella maniera più giusta. Flint spiega a Livesey, Smollett e Trelawney che vorrebbe convincere tutte le corone dell'Europa a fare fronte comune contro la pirateria, tra l'altro trova curioso che Livesey fosse partito insieme alla spedizione non per il tesoro, ma per il Codex Indicus, il dottore gli spiega che in quelle pagine sono trascritti tutti i più grandi segreti della sapienza e dell'occulto, cosa che sembra incuriosire Flint. Quest'ultimo si mette a conversare con Hurakan che gli fa notare che il Portoghese sta origliando, quindi Flint spiega al suo sicario che lui in realtà non è il governatore bensì un pirata e che il demone Hurakan lo mantiene in vita e che dunque è un suo schiavo, incatenato alla sua maledizione. Il Portoghese si limita a dire che tutte le catene però possono essere spezzate, infatti Flint vede nel Codex Indicus una speranza per sbarazzarsi di Hurikan.
Il Portoghese su richiesta di Flint sega la gamba di legno di Silver per umiliarlo, mentre Trelawney e Smollett lasciano la Giamaica. Intanto Jim, Tracy, Lynn e Jojo fanno saltare in aria la cella di Silver con della polvere da sparo, ma facendo male i calcoli ne hanno usata troppa facendo crollare gra parte dell'edificio attirando l'attenzione di Flint.

## Fuga da Port Royal
Dopo aver fatto saltare in aria la cella di Silver, i ragazzi scappano via con lui, tra l'altro Silver distrugge una sedia e si lega un pezzo di essa alla gamba in sostituzione a quella che il Portoghese gli ha segato. Livesey denuncia il furto del Codex Indicus al governatore che però non può prestargli attenzione dato che è alla ricerca di Silver, affermando che è stato il suo protetto Jim a farlo evadere.
Silver e i ragazzi si addentrano nel palazzo del governatore, infatti Silver è convinto di trovare lì il tesoro anche se Jim ritiene che sia un'inutile perdita di tempo. Il Portoghese dà la caccia ai fuggiaschi, che si barricano nella stanza della cisterna d'acqua, quindi la distruggono e il Portoghese, insieme ai soldati del governatore, vengono travolti dalla fuoriuscita d'acqua. Usando una scala Lynn riesce a raggiungere il passaggio per il condotto d'aria con l'aiuto di Jim, e con la fune permette agli altri di raggiungerla. Jim convince Silver a rinunciare (per il momento) al ritrovamento del tesoro, quindi il gruppo scappa ma il condotto porta a un passaggio segreto nello studio del governatore, e lì Jim trova il Codex Indicus, infatti il Portoghese lo aveva rubato su richiesta di Flint.
Quest'ultimo raggiunge il gruppo e ingaggia una battaglia contro Silver, poi però riesce a scappare con i suoi amici rubando una carrozza e facendo scappare dei cavalli dalle stalle per creare un po' di confusione a facilitare la fuga. Flint spara a Silver ma Jim lo salva, anche se il proiettile ferisce il giovane ragazzo al braccio. Durante la fuga incrociano Livesey che dà un'occhiata al braccio di Jim: fortunatamente la pallottola ha trapassato il braccio quindi non è grave, poi Silver dà al dottore del rum con cui disinfettare la ferita. Livesey offre la sua protezione a Jim affermando che convincerà il governatore a perdonarlo, ma Jim preferisce scappare con Silver e i suoi amici non fidandosi del governatore, avendo capito che è una persona con troppi segreti, rivelando al dottore che il Codex Indicus si trovava nel suo studio, quindi Jim scappa invitando Livesey a rimanere lì e indagare sul governatore.

## Tortuga
Dopo essere fuggiti per un soffio da Port Royal, Jim e i suoi amici si trovano per mare senza una meta con Jim ferito. Silver propone di fare vela verso Tortuga, l'isola dei pirati, ove avrebbero trovato rifugio; nonostante l'iniziale diffidenza, presto i ragazzi si rendono conto di non avere scelta e approvano. Durante il viaggio ritrovano l'Albatros, lo chabecco del capitano Acmed (ucciso da Flint nel terzo episodio); dopo aver dato un degno funerale al pirata e alla sua ciurma, il gruppo si rifugia sull'Albatros e lascia l'Hispaniola alla deriva.
Verso la notte Flint e il Portoghese ritrovano la nave ma scoprono che è vuota; allora l'ex-pirata, infuriato, sguinzaglia le fregate inglesi su tutto il mare per ritrovarli.
Giunti a Tortuga, Silver innalza sull'Albatros la Jolly Roger (ovvero la bandiera pirata simbolo di Tortuga), facendosi così riconoscere. Una volta sbarcati Silver e Ben presentano a Jim, Tracy, Lynn e Jojo i loro vecchi amici corsari : Jack, un grosso uomo molto muscoloso, Mary Cento morti, la piratessa più bella dei sette mari, Molok, uno schiavo grande e forte evaso da una nave negriera, Occhio Fino, un capitano ormai decaduto privo di occhio, e Bulldog, ultimo marinaio di Occhio Fino. Il gruppo comincia subito a legare con i pirati e trova alloggio alla locanda di Druny, un cuoco con un uncino al posto del braccio destro amico di Silver, il quale accetta di ospitarli in cambio di una parte del loro prossimo bottino. Durante la sera i pirati danno una festa per festeggiare il ritorno di Silver e Ben e i ragazzi cominciano a farsi benvolere dai pirati, e Jim, nonostante la nostalgia della sua vita passata, accetta l'offerta di Silver di addestrare lui e i suoi amici come filibustieri.
Intanto in Giamaica il dottor Livesey si reca dal governatore e lo prega di risparmiare la vita di Jim e dei ragazzi una volta catturato Silver, ma questi rifiuta sdegnosamente. Mentre il dottore se ne va, Flint ordina al Portoghese di seguirlo, sospettando che trama qualcosa. I sospetti del pirata sono fondati : il dottor Livesey compra da un marinaio una piccola barca in gran segreto e scrive una lettera a Triloni per raccomandargli di non fidarsi del governatore Blade, in quanto potrebbe non essere ciò che sembra. La lettera viene però intercettata dal Portoghese. 
A Tortuga i ragazzi aiutano Silver e Ben a riprendersi dalla sbornia della notte precedente, per poi cominciare l'addestramento; mentre vanno versi la spiaggia, Lynn si perde per recuperare il suo fermacapelli rubato da Capitano Flint, ma viene aiutata da Mary, la quale poi racconta a Silver di aver portato Lynn a fare un giro. Con questa azione, Jim capisce che i pirati non sono tutti cattivi come pensava. Silver si rivela un ottimo insegnante e i ragazzi imparano in fretta, tanto che persino gli altri pirati iniziano a fidarsi di loro come corsari. Jim, tuttavia, a paura per la sorte del dottor Livesey, ma Jojo lo rassicura e afferma che loro due si incontreranno di nuovo.
Intanto in Giamaica il dottor Livesey si intrufola nell'ufficio del governatore e scopre, grazie alle indicazioni lasciategli da Jim, il passaggio segreto. Così facendo recupera il Codex e scopre l'esercito degli zombie, ma Flint e il Portoghese lo trovano e cercano di ucciderlo. Tuttavia Hurakan li ferma, affermando che l'uomo gli serve ancora, e cancella la memoria al dottore, facendogli vedere solo una caverna vuota; così Livesey si reca sulla barca appena comprata e fugge con il Codex, dirigendosi verso Tortuga.

## Vita da pirati
Dopo due settimane, Jim e i suoi amici si sono ambientati a Tortuga e sono ormai esperti della vita marina; il più felice di tutti è proprio Jim, il quale, pur essendo conscio di fare una carriera da fuorilegge, si sente finalmente a casa. Un giorno però Druny lo informa che è ora di pagare i conti della locanda e, leggendoli, il ragazzo scopre che Silver gli ha addebitato trenta sterline di rum. Il pirata tuttavia non sembra molto preoccupato, infatti rivela che, secondo l'articolo 11 del codice dei fratelli della costa, è il capitano, ovvero Jim, che deve provvedere a tutta la ciurma. Il ragazzo prova a giocarsela con Silver a dadi, ma il vecchio pirata, essendo un barone provetto, lo batte senza sforzo. Poiché Jim non possiede tutto il denaro per pagare il conto alla locanda, Silver gli mette davanti l'unica opzione possibile : reclutare un equipaggio e assaltare un veliero carico d'oro. 
Jim accetta; Silver allora recluta Mary, Jack, Molok, Occhio Fino e Bulldog, oltre ad alcuni altri pirati ed a uno scontroso uomo detto il Pustoloso malato di scarlattina. Questi crea non poco scompiglio a bordo, disprezzando in tal modo Tracy, poiché non la ritiene adatta a svolgere il mestiere di pirata; quando poi la ragazza gli dimostra di essere una marinai provetta, il Pustoloso cerca di buttarla in mare, ma viene fermato da Molok e si allontana sul ponte meditando vendetta.
Intanto in Giamaica Flint chiama Hurakan e gli rivela che ormai non sopporta più la sua condizione di non-morto, in quanto questa lo priva di ogni sensazione mortale (vale a dire gusto, piacere, odori, dolore e sensazioni), e gli chiede di ritrasformarlo in un mortale; il dio è infuriato per questa sua ribellione, ma alla fine comprende il tormento di Flint e gli restituisce la sua vita, anche se solo per un giorno e una notte. Flint, in preda alla gioia, offre da bere a tutta la città, senza sapere di essere seguito a vista dal Portoghese.
Nel frattempo la ciurma di Silver avvista un veliero da commercio francese ma Jim, non volendo uccidere uomini innocenti, escogita un piano geniale e riesce a catturare il capitano della nave, costringendo così i marinai alla resa. Malgrado i pirati siano un po' insoddisfatti per il mancato massacro, si consolano presto con l'immenso bottino nascosto nella stiva. Jim ordina di lasciare gli uomini catturati su una scialuppa con vivere per tre giorni, ma il Pustoloso disobbedisce all'ordine e spara ad uno di essi, uccidendolo.
I pirati, furiosi, vogliono impiccare il Pustoloso (dato che la pena per il tradimento del capitano è la morte), ma questi sfida a duello Jim; malgrado i corsari non approvino, la legge del mare lo consente e perciò Jim accetta. Tracy e Lynn però si mettono al timone della nave e, al momento dello sparo, sbilanciando il ponte facendo sbagliare il colpo al Pustoloso; Jim potrebbe finirlo, ma decide di risparmiarlo perché il caso sia debuttato a Tortuga dall'Assemblea della Filibusta (il tribunale pirata); i corsari perciò rinchiudono l'uomo in una gabbia e lo portano a terra.
Intanto il dottor Livesey raggiunge Tortuga, stanco e affamato e con brutte insolazioni; Jim lo vede arrivare e sospende l'Assemblea (Silver però ordina comunque a Molok di sorvegliare il Pustoloso, temendo un tentativo di vendetta verso Jim). Il dottore sviene non appena mette piede nella locanda e Jim, con parte delle conoscenze mediche da lui apprese, riesce in parte a guarirlo. 
Mentre è da solo, Jim dà un'occhiata al Codex e nota una raffigurazione della statua già vista all'Isola dello Scheletro nei pressi del tesoro, scoprendo così che si tratta dell'antico dio inca Hurakan. Il dottor Livesey si risveglia e, sotto l'effetto ipnotico di Hurakan (giunto lì come un'ombra) chiede a Jim cosa avrebbe scelto fra la vita di un povero selvaggio e un tesoro inestimabile, e il ragazzo senza pensarci due volte afferma che avrebbe scelto la vita del selvaggio; impressionato dalla purezza del cuore di Jim, Hurakan addormenta i due e se ne va, affermando che lui e Jim si sarebbero incontrati ancora. 
In Giamaica, intanto, Flint, dopo una notte di bagordi, torna all'ufficio del governatore, e ivi Hurakan lo fa addormentare per poi ritrasformarlo in un non-morto; il Portoghese poi raccoglie il corpo del suo padrone e lo trasporta nella camera da letto per non creare sospetti.
A Tortuga, durante la notte il Pustoloso si libera dal controllo di Molok e corre sulla spiaggia, ove aspetta uno dei corvi viaggiatori del Portoghese per consegnargli le coordinate dell'isola. Intanto il dottor Livesey si riprende quasi completamente, quando improvvisamente Silver avvista il corvo e i ragazzi si gettano all'inseguimento insieme a Ben, a Silver e al dottore. Il Pustoloso consegna al corvo le coordinate per Tortuga e poi con un colpo di pistola uccide il dottor Livesey, che muore poco dopo aver consegnato il Codex a Jim e averlo informato, in preda alle allucinazioni, dell'armata di zombie di Flint e della grave minaccia che si presenta all'orizzonte.

## Assalto a Tortuga
Flint, ricevuto il messaggio del Pustoloso, costruisce con l'armata di zombie una flotta di Vele Nere e salpa per Tortuga con l'intenzione di raderla al suolo. Jim, intanto, è ancora sconvolto per la morte del dottor Livesey e se ne prende la colpa, dato che era stato lui a dargli la mappa; Silver però gli fa capire che le cose sono andate così per puro caso e che la colpa non è certo sua, dato che se non gliela avesse data Jojo sarebbe ancora uno schiavo e Tracy e Lynn sarebbero in convento. Poco dopo Jojo avvista l'armata di zombie e cerca di convincere i pirati di Tortuga a fuggire, ma per ovvie ragioni nessuno gli crede, nemmeno Silver, e i corsari si dividono in due gruppi per difendere meglio l'isola.
Silver, Ben, Tracy, Lynn, Jim e Jojo vanno sulla collina dei cannoni e Silver carica questi di granate, per poi spararle sulle Vele Nere; quando però vede gli zombie rialzarsi come se niente fosse, capisce che Jojo aveva ragione. Jim consiglia di raggiungere l'Albatros e fuggire, ma Silver nono vuole abbandonare gli altri pirati; tuttavia alla fine acconsente, rendendosi conto di non avere altra scelta quando vede una nave carica d'esplosivo dirigersi verso i galeoni dei corsari per distruggerli. Allora il gruppo usa un cannone danneggiato per scendere in fretta dalla collina, ma nel farlo Ben cade.
Jim e gli altri raggiungono l'Albatros superando la città in fiamme, per poi salpare un secondo prima che la nave esploda distruggendo tutta la flotta corsara; Jim e Jojo tuttavia tornano a terra per recuperare Ben, mentre Silver li aspetterà dall'altro lato dell'isola. Mentre i due ragazzi ritornano sulla collina, gli zombie sbarcano a Tortuga e la prima ondata di pirati, guidata da Drury, li affronta, ma vengono facilmente sconfitti e massacrati. Flint evoca Hurakan e gli chiede di restituirgli il suo aspetto da corsaro quando incontrerà Silver, così che il pirata possa vedere chi lo ha ucciso; il dio acconsente, affermando che sarà il suo stesso odio a ridargli il suo corpo.
Jim e Jojo ritrovano Ben sulla collina mentre cerca di convincere gli altri pirati e le loro famiglie a fuggire, ma questi non lo ascoltano. Anche Jim cerca di convincerli, ma questi si rifiutano di ascoltarlo. Mentre discutono Flint, travestito da Blade, raggiunge la collina e propone una resa ai pirati, promettendogli grazia per le loro famiglie e un giusto processo per loro; Jim capisce che si tratta di un inganno e cerca di sparare a Flint, ma questi gli rivela di essere anch'egli un non-morto, e gli offre la possibilità di fuggire fingendosi mosso dalla pietà (in realtà il suo scopo è che lo portino da Silver). Gli altri pirati decidono di arrendersi, ma non appena depongono le armi Flint ordina di attaccare; Jim cerca di condurre qualcuno in salvo, ma vengono sorpresi alle spalle dall'altra orda guidata dal Portoghese. Solo Jim, Jojo e Ben riescono a salvarsi.
I tre raggiungono Silver al luogo prestabilito, ma Blade li raggiunge e, abbandonato il corpo del governatore, rivela di essere Joshua Flint; Silver, terrorizzato, cerca si portare tutti sulla nave in fretta, ma il pirata e gli zombie sono più veloci e nuotano fino all'Albatros. Ben cerca di difendere Silver e spara ad uno degli zombie, colpendolo alla testa, e non appena lo centra questi si tramuta in polvere; così il gruppo capisce che è quello il modo con cui si annulla la magia. Silver, ripreso coraggio, impugna la pistola, pronto a colpire Flint alla testa per ucciderlo, ma questi, resosi conto di non poterlo battere (dato che l'acqua ha bagnato le cartucce della sua pistola), fugge. Silver rivela a Jim di avere per la prima volta nella sua vita paura, ma il ragazzo lo rassicura, affermando che loro avrebbero fermato questa minaccia.

## La roccia
Flint invia le più veloci Vele Nere all'inseguimento dell'Albatros e conta di bloccarlo inviando zombie in tutto il Cariben; tuttavia Silver conosce un posto sicuro dove nemmeno il suo vecchio capitano potrà scovarlo. I ragazzi allora aumentano la vele della nave e così seminano le Vele Nere. 
Intanto a Tortuga Flint trasforma in zombie tutti i pirati uccisi e decide di abbandonare subito l'isola dopo aver razziato tutto il possibile; tuttavia, mentre cammina tra le rovine della città, nota l'insegna della locanda di Drury e ricorda come fu lì che Billy Bones (allora suo nostromo) reclutò Silver, il quale poi lo uccise al suo tradimento. Improvvisamente compare Hurakan, il quale non apprezza che Flint si focalizzi sui ricordi poiché lo distraggono dai suoi ordini e, stanco di parole, lo tortura mostrandogli il cibo (che Flint non può ingerire); il pirata, furente, acconsente di non compiere più insubordinazioni, giurandogli però che si sarebbe vendicato.
Intanto Silver e gli altri raggiungono una remota isola priva di posti in cui fermare la barca, ma il pirata afferma di sapere quello che fa; quando però questi punta contro la scogliera i ragazzi si spaventano e cercano di fermarlo, ma Jim li rassicura avendo fiducia in Silver. In realtà, infatti, c'era un passaggio segreto tra le rocce, camuffato con delle liane. Il passaggio li porta in un'insenatura dentro all'isola e ivi il gruppo decide di fermarsi; Jojo propone poi di partire per l'Africa da sua madre, una stregona che sa tutto sugli zombie, ma Silver preferisce l'idea di Tracy (che propone di puntare su Capo Horn) poiché sa che l'Africa è piena di negrieri e cannibali. Jim propone allora di rimandare la discussione al giorno dopo.
In Giamaica Flint riceve Triloni nel suo ufficio perché ha intenzione di unire le colonie di tutte le cinque corone d'Europa (vale a dire Francia, Olanda, Portogallo, Inghilterra e Spagna) per sconfiggere i pirati, e vuole che il conte faccia da mediatore per lui; tuttavia Triloni gli fa notare che re Giorgio d'Inghilterra non apprezza la sua idea, in quanto crede che il governatore non sarebbe in grado di mantenere la promessa. Flint allora gli mostra la Turtle Roger, la bandiera di Tortuga, e Triloni, ammirato per la sua impresa, accetta di aiutarlo. 
Intanto all'isola Jojo continua ad insistere per rifugiarsi in Africa, ma Silver propone di scappare attraverso lo Stretto di Magellano; intanto Jim, studiando il Codex, capisce che lo zombie si era ridotto in polvere poiché Ben lo aveva colpito alla ghiandola pineale, ovvero quella che pare essere ciò che unisce l'anima e il corpo, ma Tracy gli fa notare che è impossibile usare tale strategia perché basterebbe che Flint desse agli zombie un elmo per proteggerli. Jojo e Jim, per rilassarsi, fanno una passeggiata nella foresta e ivi Jojo riconosce la Exorcismus Spiritus, una pianta in grado di evocare i morti; i due allora raccolgono altre trenta foglie di varie piante e le usano per creare una sorta di mistico lavoro negromantico.
Intanto in Giamaica Flint ordina agli zombie di costruire una flotta di navi, poi invia il Portoghese a svolgere una missione segreta contro Hurakan; il Portoghese, conscio delle abilità negromantiche degli abitanti dell'Africa, si reca in una piantagione e ivi compra uno schiavo della tribù dei Folgo, famosi per la loro magia nera, e gli offre un accordo : se gli rivelerà chi è la loro stregona, lui lo avrebbe mandato in una casa di nobili, dove avrebbe vissuto una vita degna di questo nome. Alla fine lo schiavo cede e rivela che la loro stregona è Mama Kainda, ovvero la madre di Jojo. Mentre si reca da Flint, il Portoghese nota Smollett e Williams parlare della conquista di Tortuga; i due, sospettosi, decidono di recarsi al quartier generale del governatore durante la notte. Il Portoghese riferisce ciò a Flint e poi salpa per l'Africa in gran segreto.
Intanto all'isola Jojo prepara un rito propiziatorio (malgrado lo scetticismo di Silver) e, con delle formule magiche, evoca gli spiriti dei pirati di Tortuga e del dottor Livesey; questi, dopo aver salutato un'ultima volta i ragazzi, si recano sull'Albatros e indicano la rotta da seguire, vale a dire l'Africa, per poi sparire per sempre verso il regno dei morti. 
Il giorno dopo Lynn, Jojo, Jim e Tracy si preparano a partire per l'Africa e giurano che avrebbero affrontato la minaccia insieme, per poi raggiungere Silver e Ben e salpare.

## Africa!
Jim, Silver, Jojo, Tracy, Lynn e Ben navigano verso l'Africa per chiedere aiuto a Kainda, la strega della tribù di Jojo nonché sua madre, mentre Smollett e l'ammiraglio Williams indagano sul "governatore" venendo sorpresi da Hurakan e Flint. L'ammiraglio gli spara ma essendo Flint un morto-vivente niente può ucciderlo, infine Flint uccide Williams, mentre Smollett dalla paura cade da una rupe e muore.
Jojo racconta a Jim che suo padre era il capo della sua tribù, quando Jojo era più giovane decise di andarsene con l'intenzione di tornare a breve dalla sua tribù salvo poi essere catturato dai negrieri venendo venduto come schiavo. Il Portoghese e suoi uomini raggiungono per primi l'Africa e una volta giunti al villaggio della tribù di Kainda, fanno una carneficina, ma il Portoghese convince Kainda a venire con loro affermando che in gioco ci sono forze superiori e in effetti anche Kainda capisce che bisogna rispettare il volere di un "grande disegno" quindi decide di seguirlo.
Flint fa credere a Trelawney che Williams e Smollett sono stati rapiti dai pirati e che si incontrerà con loro per un rilascio in cambio di un riscatto, dunque Trelawney va con lui e il suo equipaggio ignaro che in realtà è una trappola, infatti i pirati zombie di Flint uccidono l'equipaggio e Flint scappa via con Trelawney facendogli credere che ormai per Smollett e Williams è finita, apparendo come un eroe agli occhi di Trelawney per averlo portato in salvo.
Jojo, Jim, Silver e Tracy raggiungono il villaggio ma lo trovano desolato, mentre Ben e Lynn restano nella nave, intanto Kainda, che si trova nella nave insieme agli altri schiavi diretti per Salvador de Bahia, chiede al Portoghese un trattamento migliore per lei e i suoi compagni schiavi, dunque hanno il permesso di camminare sul ponte della nave, quasi come se fossero normali passeggeri. Jim, Silver e gli altri decidono di andare a Salvador de Bahia, ma vengono attaccati dai negrieri, fortunatamente Silver riesce a scappare e incontra la tribù degli Uomini-Leoni con cui fa amicizia, e con il loro aiuto salvano Jim, Tracy e Jojo dai negrieri dopo che erano fuggiti dal loro accampamento nel cuore della notte.
Il Portoghese chiede a Kainda di insegnargli i segreti della sua magia perché desidera apprendere il potere sulla resurrezione dei morti, mentre Silver, Jim, Tracy e Jojo tornano nella nave da Lynn e Ben pronti per salpare verso Salvador de Bahia, infine il Portoghese si presenta nell'ufficio di Don Nestor con l'intento di ucciderlo

## Il porto degli schiavi
Arrivato a Salvador de Bahia il Portoghese si reca all'ufficio di Don Nestor, il suo ex capo, il Portoghese desiderava entrare in possesso di tutto ciò che era suo quindi si propose a sua figlia Maria nonostante non la amasse, cercò di sposarla in segreto ma Don Neston fece dare la caccia al Portoghese che fu costretto ad abbandonare Salvador de Bahia, mentre Maria non si è mai più sposata con nessun altro uomo. Alla fine il Portoghese uccide Don Nestor.
Flint e Trelawney convocano i rappresentanti di quattro corone europee: Spagna, Olanda, Portogallo e Francia. Flint li convince a fare fronte comune contro la pirateria, non dovranno versare denaro infatti sarà solo l'Inghilterra ad accollarsi le spese ma chiede che le loro flotte possano navigare indisturbate nei loro mari, convincendoli a firmare il documento legale.
Intanto Jim e Lynn si prendono cura di Ben che parla di Flint e del fatto che pur essendo morto cammina ancora e che non può essere ucciso, e menziona una potente forza oscura, ma Jim e Lynn danno per scontato che stia solo farneticando. Il Portoghese prova a convincere Kainda ad aiutarlo promettendole che gli schiavi verranno venduti a padroni che li tratteranno con rispetto, intanto Jim, Silver, Tracy, Ben, Jojo e Lynn sbarcano a Salvador de Bahia, dunque nonostante il dissenso di Silver che non intende salvare Keinda ritenendo la missione troppo pericolosa, Jojo con l'aiuto di Tracy e Jim va a salvare sua madre.
Jim chiede a due guardie dove vengono portati gli schiavi non ancora venduti, e scopre che si trovano nella stiva vicina al porto, dunque vanno lì e Jojo si ricongiunge a sua madre, ma poi arriva il Portoghese con i suoi uomini, che catturano Jim, Jojo e Tracy, costringendo Kainda a seguirlo mentre i tre ragazzi vengono rinchiusi nella stiva insieme agli schiavi. Silver fa irruzione nella stiva con Lynn usando i cannoni della nave, liberando i suoi giovani amici e gli schiavi che riconoscono Jojo come loro re della tribù. Jojo e Jim raggiungono il Portoghese e Kainda e provano a salvare la donna, ma non riescono a sopraffare il Portoghese, poi Kainda spiega a suo figlio che deve permetterle di andare via con il suo sequestratore perché fa tutto parte di un piano più grande, quindi il Portoghese scappa via con una piccola barca insieme a Kainda.

## Mama Voodoo
Dopo il rapimento di Kainda, Jim e gli altri devono sfuggire agli uomini del Portoghese, ma grazie ad un'astuta manovra di Silver affondano la loro nave e partono alla ricerca della nave su cui viaggia il Portoghese. 
Nello stesso istante Flint riesce a concludere l'accordo con le cinque corone d'Europa, formando così un'alleanza anti-pirati composta di migliaia di uomini; tuttavia quando Triloni gli offre da bere e propone di fare insieme una cena, il pirata si infuria, in quanto ciò gli ricorda la sua condizione di non-morto, e rifiuta sdegnosamente. Ciò fa insospettire il viceré Ramirez della Spagna, il quale conosceva il governatore Blade prima che Flint lo uccidesse e si rendono conto quindi che è cambiato. Flint usa il passaggio segreto nel suo studio per partire subito a prendere la strega, ma una volta arrivato a metà strada si rende conto che il sentiero è sparito. Intanto Ramirez scopre il passaggio segreto e avverte Triloni, e i due sorprendono così Flint e questi, per evitare di essere scoperto, racconta che il passaggio segreto fu costruito da un suo antenato e che lui lo usa per meditare in pace. Ramirez e Triloni se ne vanno, soddisfatti della spiegazione, e il viceré perde ogni sospetto sul governatore. A questo punto appare Hurakan, il quale aveva fatto sparire il sentiero per non insospettire i due uomini, e rivela di sapere che Flint ha inviato il suo sicario a catturare una strega; tuttavia accetta la scommessa e lo lascia partire, per vedere fino a che punto questa lo potrà aiutare. 
Intanto sulla nave del Portoghese Hurakan prende il controllo di uno dei marinai e lo conduce accanto a Kainda, la quale si rende conto che ciò non può essere provocato da un mortale; il dio, stupefatto dalle capacità della strega, fugge lasciando il marinaio nella confusione. Il Portoghese lo sorprende ed è convinto che questi volesse liberare la strega, ma il capitano intercede per lui e gli fa credere che Kainda lo abbia ipnotizzato. Kainda poi usa i suoi poteri per fermare il vento, spaventando i marinai. Il Portoghese allora scende nuovamente nella stiva, nella quale tiene prigioniera la sciamana, ma questa, anziché rispondere alle sue domande, lo munisce di un frustino e glielo fa scoccare in continuazione; così facendo i marinai si convincono che il Portoghese la stia fustigando e decidono di uccidere tutti e due.
Nel medesimo istante Kainda usa i suoi poteri per comunicare con Jojo, il quale capisce qual è la rotta e indirizza Silver sul percorso. In breve il gruppo avvista la nave del Portoghese e la raggiunge sul far della notte.
Intanto i marinai della nave mettono in atto il loro piano e scendono nella stiva per uccidere Kainda, ma questa provoca loro continue allucinazioni, facendoli scappare e liberandosi; dopodiché tormenta anche il Portoghese, ma dopo un iniziale sconforto questi si riprende e capisce che sono solo visioni. Tuttavia la nave va a fuoco perché i marinai, spaventati, avevano tentato di bruciare Kainda, così il sicario invia dei corvi a Flint per spronarlo a raggiungerlo il prima possibile.
A questo punto Silver, Jojo, Ben e Jim salgono sulla nave e affrontano i marinai, approfittando del panico dilagato; Silver affronta in duello il Portoghese, cercando di vendicare l'assassinio dell'amico Billy Bones, ma è costretto a rinunciarvi quando le fiamme della nave rischiano di incendiare anche l'Albatros; il gruppo perciò ritorna sul veliero quando si rende conto che Kainda non è più a bordo. Jojo torna sulla nave convinto di aver fallito, ma scopre che sua madre si era rifugiata sull'Albatros per scampare alla battaglia. Di nuovo uniti, il gruppo salpa per sfuggire alla nave in fiamme.
Intanto Flint avvista la nave del Portoghese in fiamme e riceve una visita da Hurakan, il quale lo informa che la sciamana non è più a bordo; infuriato, il pirata gli giura che la eliminerà.

## Oceano verde
Flint raggiunge la nave del Portoghese, su cui ormai l'incendio è stato spento, e l'abbordaggio con gli zombie uccidendo tutti i marinai, per poi trasformare in zombie anch'essi. Hurakan compare però a lui e lo avverte che la sua pazienza è ormai al limite, poiché vuole che Flint si concentri solo sulla missione che lo attende; tuttavia il pirata fa notare al dio che Kainda è molto potente e potrebbe compromettere il suo piano. Hurakan allora acconsente a lasciargli inseguire la strega, avvertendolo però che gliela dovrà consegnare non appena l'avrà catturata.
Intanto Jojo racconta le sue avventure a Kainda, la quale rimane a sorpresa nel sentire il numero di zombie che hanno attaccato Tortuga; infatti qualsiasi stregone può evocare pochissimi morti alla volta, i quali però finiscono sempre per ribellarsi a lui e ucciderlo. Silver ipotizza che la colpa sia di Flint, in quanto questi non è un vero e proprio zombie, ma Kainda ribadisce che nessun mortale può muovere un numero tanto infinito di morti e che quindi c'è un dio dietro a tutto questo. La sciamana usa allora i suoi poteri per ritrovarlo, e lo rintraccia in uno zona dell'Equador. 
Il gruppo si dirige così nella giungla sfruttando un fiume, ma vengono attaccati da un gruppo di indigeni dalla pelle rossa; tuttavia sono salvati da un'altra tribù che ha scambiati Silver per una divinità, in quanto ha una gamba sola, e gli chiedono di essere loro re. Nonostante inizialmente il pirata sia scettico, cambia idea quando scopre che la tribù proviene da Manoa, ovvero la mitica Eldorado, in cui secondo la leggenda ci sarebbero immensi tesori. Il gruppo giunge così ad Eldorado, ma ivi scoprono che il tesoro in realtà era solo un trucco per sviare i Conquistadores alla loro venuta; tuttavia Silver accetta comunque l'ospitalità della gente e il gruppo si ferma per la notte.
Intanto Flint raggiunge il fiume che hanno risalito con l'Albatros e si imbatte anch'egli nelle tribù indigene, ma queste, spaventate dagli zombie, non lo attaccano. Flint ordina al loro capo di indicargli la strada per Eldorado e decide di proseguire a piedi per massacrare la popolazione, ma Hurakan lo ferma intimandogli di non fare del male al suo popolo. Flint è così costretto a tornare sulla nave e proseguire sul fiume, ma lascia comunque il Portoghese a terra con tre zombie perché intervenga in caso di necessità.
Intanto Kainda e Tracy compiono un rito propiziatorio per individuare la fonte del dio che risveglia i morti, e la maga scopre che si trova sulla cima del tempio di Eldorado. Kainda decide di andare insieme a Jim, in quanto questi è "l'uomo medicina", ovvero qualcuno che ha un talento innato per la medicina e che può quindi aiutare il dio malvagio a uscire dal proprio oblio. I due raggiungono così la cima e ivi trovano una statua raffigurante il dio indigeno dei venti (ovvero Hurakan); Kainda copre gli occhi a Jim e gli chiede di seguire il suo istinto per individuare dove si trova il dio. Hurakan si palesa al ragazzo, rimanendo però invisibile, e l'unica cosa che Jim sente di lui è il suo dolore.
Poco dopo Flint raggiunge Eldorado e Silver decide di fuggire per evitare che faccia del male alla gente; tuttavia durante la fuga finiscono su una cascata e rischiano di cadere. Flint ordina agli zombie di ancorare la nave a riva per evitare di essere travolto dalle acque. Il Portoghese intanto raggiunge il gruppo, ma uno dei suoi zombie, inspiegabilmente, spara a Kainda, facendola cadere in acqua. Un istante dopo, l'Albatros precipita dalla cascata.

## A caccia di zombie
Jim e gli altri riescono per miracolo a salvarsi dalla caduta dalla cascata. Jojo, distrutto per la morte della madre, si butta nel fiume cercando disperatamente di ritrovarla, ma Jim lo riporta a bordo dopo aver notato che le acque sono piene di caimani. Tracy e Lynn, anche loro affezionate a Kainda, soffrono quanto Jojo, così come Silver e Ben, dato che ora, senza più una figura materna, ci sono solo loro a fare da genitori ai bambini. Silver rivela infatti a Ben di non aver mai avuto un tale peso sulle spalle.
Intanto il Portoghese, infuriato con lo zombie che ha ucciso Kainda, lo butta dalla cascata pensando di ucciderlo. Nello stesso istante Flint riceve una visita da Hurakan, il quale gli rivela che la strega è morta e che quindi lui ora deve tornare alla sua missione; dopodiché il dio libera la nave degli zombie dall'ancora e fa precipitare anch'essa dalla cascata, salvandola poi all'ultimo istante. Flint, infuriato per lo spavento presosi, giura vendetta.
Intanto Jim, non sapendo più che pesci pigliare, decide di tornare in mare, dato che non sa più cosa optare per eliminare gli zombie; improvvisamente però scorge uno zombie nella boscaglia (quello buttato nella cascata dal Portoghese) e decide di catturarlo, così da mostrarlo al resto del mondo e denunciare il governatore Blade per stregoneria. Perciò scende a terra con Tracy e Jojo, accompagnati da Capitano Flint, mentre Silver, Ben e Lynn li aspetteranno alla foce.
I tre ragazzi si fanno strada nella giungla, seguendo le tracce lasciate dallo zombie; presto fanno conoscenza con i pericoli della foresta (Tracy rischia di essere divorata viva da un pitone e Jojo viene punto da una tarantola), ma decidono comunque di proseguire. Intanto Silver, Ben e Lynn raggiungono la foce e sparano alle palme per nascondersi e camuffarsi in un'insenatura.
Intanto Flint e il Portoghese si re incontrano e questi gli rivela dello zombie e del piano dei ragazzi (dato che gli aveva precedentemente spiati); Flint, capendo il pericolo che corre, invia il Portoghese a terra con una mandria di zombie, mentre lui con gli altri decide di battere la costa alla ricerca di Silver. Il Portoghese in breve rintraccia i ragazzi, ma questi riescono comunque a mettersi in salvo perché si erano precedentemente resi conto del suo arrivo (dato che gli animali, inorriditi dagli zombie, erano fuggiti), e arrampicandosi sugli alberi dopo un repentino inseguimento riescono a scappare. Dopo un po' ritrovano inoltre tracce dello zombie che cercano, e in breve lo trovano mentre girovaga per la foresta.

## Pantano di alghe
Dopo aver ritrovato lo zombie, Jim escogita un piano per catturarlo, che consiste nel farsi inseguire fino ad una trappola; tuttavia lo zombie, non appena lo vede, anziché attaccarlo scappa. Tracy e Jojo allora lo accerchiano, costringendolo a tornare nella zona della trappola, nella quale rimane imprigionato. Jim così capisce che, se vengono privati di un padrone, gli zombie non sanno più cosa fare e diventano fantocci inoffensivi. Dopo averlo legato, il gruppo prosegue verso la costa. Tuttavia non appena si fermano a bere la linfa di un albero del latte lo zombie fugge e finisce nelle sabbie mobili; Jim è allora costretto a entrare anch'egli nel pantano per tirarlo fuori e, aiutato da Capitano Flint, riesce nell'impresa. Jojo capisce che si trovano vicino a una palude e decide di mettersi subito in marcia per trovare un buon sentiero.
Poco dopo però un giaguaro gli corre incontro, ma anziché attaccarli, fugge. Jim capisce così che gli zombie del Portoghese sono vicini e Jojo consiglia di seguire il felino, dato che lui conosce la foresta. L'animale li porta su un fiume il cui unico passaggio è un tronco d'albero e, dopo averlo attraversato, i ragazzi lo fanno cadere in acqua per impedire al Portoghese di seguirli. Intanto alcuni caimani, a differenza degli altri animali, attaccano lo zombie, ma i ragazzi riescono a respingerli con dei bastoni. Jim capisce allora che solo gli animali più feroci resistono all'influsso malefico degli zombie, e quindi per loro sono cibo.
Intanto il Portoghese attraversa le sabbie mobili usando alcuni degli zombie come un ponte e si appresta a raggiungere i ragazzi. Tuttavia Hurakan prende il controllo di un giaguaro e atterra l'uomo, ordinandogli di tornare sulla nave di Flint. Il Portoghese lo accusa di parteggiare per Jim, ma il dio ribatte che lui sta semplicemente seguendo il corso del destino.
Tracy, Jim e Jojo ritornano alla foce e trovano l'Albatros nascosto tra le palme, riabbracciando così la ciurma. Intanto il Portoghese torna da Flint e lo informa di quanto detto da Hurakan, e gli fa capire che l'obbiettivo del dio ora è quello di far scoprire a tutti la cospirazione di Flint, così da punirlo per aver tentato di eliminarlo con Kainda. Hurakan infatti può sempre trovare un altro servitore, e gli unici che ci avrebbero rimesso sarebbero stati loro due. Flint allora decide di disobbedire ad Hurakan e di cercare il veliero di Silver per eliminare tutti prima che ciò accada; decreta quindi che all'alba avrebbero battuto la costa fino a trovarlo.
Jim però escogita un astuto stratagemma e durante la notte fabbrica con l'aiuto degli amici alcune sagome raffiguranti loro con legni e pietre; poi carica alcuni moschetti e ammucchiati la legna per un fuoco, e collega il tutto ad una candela che funge da miccia. All'esaurirsi di questa, il fuoco si accende e i fucili iniziano a sparare; Flint, pensando che siano sotto attacco degli indigeni, si dirige verso la costa per eliminarli. Nel frattempo Jim e gli altri fuggono con l'Albatros.
Tuttavia Flint, resosi conto di essere stato fregato, torna sulla nave e si mette al loro inseguimento. Hurakan gli rivela che sono diretti a Veracruz, città di una colonia spagnola, e gli ordina di inviarvi il Portoghese per precederlo, mentre Flint li fermerà per mare. Il giorno dopo, infatti, Flint avvista l'Albatros e si prepara ad abbordarlo.
Intanto Jim e Jojo decidono di visitare lo zombie, sperando di capire di più sulla sua natura; Jojo rivela che, quando i morti vengono tramutati in zombie, i loro spiriti rimangono bloccati in un luogo di transizione, dal quale non è possibile fuggire finché lo zombie muore. Jim vorrebbe liberarlo, e chiede perdono allo zombie perché non può farlo; Hurakan, commosso da questo gesto, si palesa allo zombie e lo informa che, grazie alla preghiera di Jim, presto era libero.
Poco dopo Jojo avvista le Vele Nere e Silver decide di sfuggirgli sfruttando il buon vento che si sta alzando a poppa; Flint, tuttavia, chiama Hurakan e gli chiede di fermarli, e questi allora evoca un pantano di alghe e piante marine che bloccano l'Albatros. Flint invia gli zombie ad affondare il vascello, ma Jim strappa alcuni vestiti allo zombie prigionieri e li intride con l'etere, una medicina del dottor Livesey, che ne amplifica l'odore; così facendo attira gli squali, che attaccano e mettono in fuga gli zombie (dato che sono anch'essi predatori feroci, ancora di più dei caimani). Poco dopo Silver riesce a liberare l'Albatros e la ciurma sfugge ancora una volta a Flint.

## Pestilenza a Veracruz
Il Portoghese raggiunge Veracruz e racconta al viceré Ramirez che alcuni pirati stanno giungendo in città per portare un malato di peste così da infettare la popolazione. Il viceré decide allora di catturarli e rinchiuderli.
Intanto Jim e gli altri raggiungono anch'essi Veracruz, ma Jojo decide di rimanere sulla nave, in quanto sa di non essere ben visto dalla gente spagnola; arrivati a terra cercano di mostrare lo zombie ai soldati, ma questi anziché ascoltarli li catturano credendoli portatori di peste, e solo Capitano Flint riesce a scappare, pur venendo ferito. Il Portoghese decide di salire a bordo dell'Albatros e, dopo aver rubato il Codex, accende alcune micce che lo fanno esplodere. Jojo riesce a scappare appena in tempo tuffandosi in mare.
Dalla cella, Silver, Jim, Ben, Tracy e Lynn assistono alla distruzione dell'Albatros e temono che anche Jojo sia esploso con lui. Poco dopo ricevono una visita dal conte Triloni (ospite del viceré), il quale offre un accordo a Jim : se lui rivelerà dove sono gli altri pirati, allora il conte salverà Tracy e Lynn mandandole in convento e darà a Jim, Silver e Ben una morte veloce e indolore. Jim chiaramente rifiuta l'offerta, cercando di avvertire Triloni della minaccia degli zombie, ma questi non lo ascolta, credendo che anche Jim abbia contratto la peste e che non ragioni più. Jim, però, scopre che nella cella crescono alcune muffe con grandi proprietà infettive, ed elabora un piano per fuggire insieme a Silver.
Intanto il Portoghese cattura Jojo e lo porta sulla sua nave, sperando che possa avere i poteri di Kainda. L'uomo confida a Jojo che anche lui vuole fermare la minaccia di Hurakan, ma per farlo deve liberare Flint dal sortilegio., e non può farlo senza conoscere le antiche arti della magia. Jojo, tuttavia, si rifiuta di aiutarlo.
Intanto le guardie servono la cena a Jim, Silver, Ben, Tracy e Lynn, ma loro anziché mangiarla la mescolano con le muffe della cella e la lanciano contro di loro. Così facendo la miscela causa alle guardie l'orticaria, e queste, credendo di aver contratto la peste, scappano terrorizzate. Silver cerca di afferrare le chiavi ora incustodite usando una città, ma viene preceduto da Capitano Flint, il quale vola nella cella e apre la porta.
Intanto Flint si incontra con Hurakan e gli chiede di dargli la sua vendetta; il dio acconsente, affermando che il pirata durante la notte avrebbe trovato la via sgombra e le porte aperte, e che avrebbe riacquisito il suo aspetto da pirata al momento in cui avrebbe affrontato Silver. Tuttavia Hurakan omette il fatto che il momento potrebbe non essere quella notte.
Infatti Flint, arrivato alla cella, scopre la fuga dei prigionieri, i quali sono ormai giunti alla nave del Portoghese, approfittando del caos creato dalle guardie, che sono fuggite per la città alla ricerca di un medico. Ivi si sbarazzano dei marinai e cacciano il Portoghese, liberando Jojo e fuggendo con la nave. Tuttavia Flint e il Portoghese hanno con loro ancora il Codex, e intendono studiarlo per sbarazzarsi di Hurakan.

## Ad ogni costo!
Mentre sono per mare, Jim decide di tornare a Veracruz per riprendere il Codex; Silver allora propone di travestirlo da messicano, così che non possano riconoscerlo. Dopo aver scurito i capelli e la pelle di Jim e aver addestrato Capitano Flint per raggiungere l'Albatros, Jim scende a terra insieme al pappagallo e si reca in città.
A Veracruz il ragazzo si finge un semplice poveretto bisognoso di denaro e chiede a due marinai cosa fare; questi gli indicano la loro nave (quella di Flint) e gli consigliano di farsi assumere lì. Uno dei marinai inoltre propone a Jim di comprare Capitano Flint per un doblone spagnolo, ma questi chiaramente rifiuta. Dopo essersi fatto assumere sulla nave come sguattero, il ragazzo cerca di raggiungere la cabina del capitano, ma invano; quando poi il marinaio di prima torna e costringe Jim a vendergli Capitano Flint, questi è costretto a imbarcarsi come clandestino per salvare sia il Codex che il pappagallo. 
Sulla nave il Portoghese, notando il pappagallo, capisce che Jim è a bordo e fa perlustrare tutta la nave per trovarlo; il ragazzo si dà ormai per spacciato, ma stranamente nessuno lo nota e, dopo poco, cade in un sonno profondo. Tutto questo è opera di Hurakan, il quale lo ha reso invisibile e lo ha addormentati per permettergli di giungere in Giamaica illeso. Il Portoghese allora minaccia di uccidere Capitano Flint se non si consegnerà a lui, ma Jim, ancora immerso nel sonno, non lo sente; inoltre Hurakan prende il controllo del pappagallo e lo libera, facendolo fuggire per mare verso la Giamaica.
Intanto sull'Albatros Silver svela agli altri il piano nascosto di Jim : se non fosse tornato entro due giorni, infatti, allora loro sarebbero dovuti andare in Giamaica, poiché si sarebbe imbarcato per inseguire Flint e il Portoghese.
Giunto in Giamaica Jim si lava, liberandosi del colorito messicano, e ritrova Capitano Flint; i due, durante la notte, usano la galleria scavata da Silver durante la fuga da Port Royal ed entra nell'ufficio del governatore. Il Codex però è in realtà in mano al Portoghese, e Jim deve intrufolarsi nella sua stanza per prenderlo. Tuttavia il sicario lo sorprende, poiché dopo aver scoperto Jim sulla nave non aveva abbassato la guardia; tuttavia Hurakan scatena un vento che atterra l'uomo, permettendo a Jim di fuggire col Codex. Durante la fuga Jim viene inseguito da Flint e giunge nella caverna ove si trova l'esercito di morti, i quali però non lo attaccano. Infatti Hurakan ferma anche Flint e il Portoghese, affermando che il libro deve stare col ragazzo e che loro devono tornare alla missione.
Alla fine Jim invia Capitano Flint a chiamare Silver e gli altri e si fa raccattare su una spiaggia poco lontano dalla città.

## Fratelli del mare
Flint decide di preparare un'esca per i pirati : sparge infatti la voce che un immenso convoglio di navi cariche di oro sta per salpare da Cartagena, così che vengono attirati in una trappola, in cui l'alleanza delle cinque corone li sterminerà tutti. In realtà il piano di Flint è quello di far combattere pirati e marinai tra loro, per poi sterminarli con l'armata di zombie. Hurakan si compiace di questo piano e si complimenta col pirata, affermando che così avrebbe avuto un'infinita armata di zombie con la quale conquistare il mondo intero. 
Intanto Jim e gli altri si imbattono in un esercito di pirati provenienti da tutto il mondo, i quali sono giunti per il convoglio di oro. Silver capisce subito che si tratta di una trappola, ma non può rivelarlo perché sarebbe stato preso per pazzo. Il capo dei pirati è Feng della dinastia Uhi. Tracy si innamora di suo figlio Uhi Xun e gli propone di stabilirsi a Tortuga, andando contro il piano dei pirati che prevedeva di assaltare e stabilirsi a Veracruz.
I pirati giungono a Tortuga e ivi si stabiliscono usando Silver come guida. Tracy, Jim, Jojo, Lynn e Xun vanno ad esplorare l'isola e, durante la gita, Xun e Tracy iniziano a frequentarsi; inoltre il ragazzo le insegna l'arte dell'aijitzu. Tracy allora gli rivela della minaccia degli zombie (disobbedendo all'ordine di Silver), e questi le crede e decide di aiutarli. Tornati in città però scoprono che Silver e Ben hanno deciso di rivelare tutto e sono stati presi per spie; Xun, per salvarli, intercede l'ordine del padre Feng, e questi arresta il gruppo anziché giustiziarlo.

## La battaglia delle secche
Jim e gli altri sono prigionieri degli altri pirati; i quali si preparano a partire per andare a cercare un tesoro inesistente; Tracy è la più sconvolta di tutti, dato che sa che Xun seguirà suo padre nel massacro. Improvvisamente però ricevono una visita da Feng, il quale ha deciso di credere al figlio e vuole ascoltare la loro storia, dato che sa che Xun ha il potere di capire se le persone sono sincere o meno. Jim gli rivela tutto e Feng comprende la gravità della situazione; tuttavia non vuole abbandonare gli altri pirati e decide di andare in battaglia lo stesso. Jim e gli altri decidono di seguirlo usando uno chabecco regalato a Tracy da Xun, l'Hasetah ("Tempesta" in cinese).
Intanto Flint conduce l'armata dell'alleanza delle cinque corone contro la flotta dei pirati, decidendo di affrontarli allo stretto tra Cuba e Haiti, le cosiddette Secche del Barracuda, questo perché, dato che l'acqua è profonda appena trenta piedi, le loro navi, più alte e tozze, rimarranno in superficie, mentre i vascelli pirati affonderanno. In realtà il piano di Flint è quello di non perdere nessun uomo morto, così da trasformarli tutti in zombie, cosa che non potrebbe fare nell'oceano.
Jim intanto guida l'Hasetah e la Juncar (la nave di Feng) in un punto lontano da dove si svolgerà la battaglia, così da impedire alle Vele Nere di arrivare. Intanto i pirati e i marines iniziano la battaglia, combattendo all'ultimo sangue. Flint, dalla retrovia, avvista il veliero di Silver e capisce che vuole scappare e desidera inseguirlo, ma Hurakan appare, fermando il tempo, e gli impone di completare la missione lasciando perdere la vendetta, altrimenti lo avrebbe ucciso e sostituito col Portoghese. Flint, messo alle strette, è costretto ad obbedire e entra in battaglia anch'egli.
A questo punto giunge il Portoghese, esattamente due ore dopo mezzogiorno (ora prefissata da Flint) con l'armata di zombie e, avvistando il veliero di Feng e Silver, ordina a dieci navi di attaccarli, mentre le altre massacrano i pirati e i marines. Anche Flint inizia a combattere, massacrando prima i suoi marines e poi uccidendo più pirati possibile.
Intanto le Vele Nere attaccano le navi di Jim e Feng e questi, grazie a abili strategie, riescono ad affondare alcune; tuttavia gli zombie riescono ad accerchiare la Juncar nonostante i tentativi di difesa dei marinai, e Feng, comprendendo l'arrivo della sua morte, ordina al figlio di andarsene fuggendo con l'Hasetah; Jim, poiché Xun non vuole farlo, lo rapisce con un piano precongegnato, dato che Feng aveva già previsto la sconfitta e lo aveva implorato di salvare suo figlio. Dopo che Xun è salvo, Feng attira a sé gli zombie e poi fa esplodere la Juncar, facendogli incagliare e dando tempo a Jim di fuggire con l'Hasetah.
A battaglia finita, Flint tramuta tutti i morti in zombie, creando un'armata invincibile e infinita, e sale sulla poppa urlando al vento il suo trionfo; solo Xun, Tracy, Lynn, Jojo, Jim, Silver e Ben sono infatti sopravvissuti al disastro.

## La forza di Jojo
Ancora in fuga dalla battaglia, Jojo confida a Jim che ormai l'odio per Flint e il Portoghese lo sta sopraffacendo e che rischia di cadere nella vendetta, cosa che aveva promessa a Kainda di non fare; Jim lo rassicura, affermando che avrebbe trovato una soluzione sul Codex. Silver decide di tornare all'isola con la baia nascosta, così da potersi nascondere e pensare al da farsi. 
Intanto il Portoghese riceve una visita da un suo vecchio amico, William, il quale gli porta libri e trattati di magia nera e stregoneria. L'uomo, col consenso di Flint, gli mostra l'armata degli zombie e gli chiede come può fermarla. William pare non sapere nulla, ma alla fine il Portoghese scopre che nello Yucatan vi è una statua sacra, il Koba, dalla quale Hurakan trae la sua forza vitale.
Intanto Jim e gli altri si rifugiano nell'isola e ivi Jim cerca di trovare un modo per aiutare Jojo, ma scopre che da solo il ragazzo non può fare granché. Jim allora prepara un rituale sacro grazie al quale Jojo, con la forza di tutti, riesce a sconfiggere il suo odio e scopre che Kainda in realtà è ancora viva. Tuttavia gli altri fanno fatica a credere a tale affermazione.
Il giorno dopo però il gruppo si scopre accerchiato dalle Vele Nere, le quali sono riuscite a scovarli. Jojo allora chiama sua madre e questa, udendo il richiamo del figlio, evoca un banco di nebbia che si stende su tutto il mare. Grazie ad esso il gruppo riesce a passare attraverso le Vele Nere senza essere visto; Flint tuttavia riesce a vederli e ordina un attacco frontale, ma a causa della nebbia e ad un'esperta manovra di Jim finisce con l'abbattere una delle sue navi. Furente, se la prende con Hurakan, credendo che sia stato lui a farli scappare.

## L'uomo medicina
Jim decide di partire alla ricerca di Kainda e quindi di tornare all'insenatura nella quale l'avevano persa. Tuttavia Xun afferma di non poter venire con loro, dato che se non tornasse subito in Cina a prendere il controllo della casata Uhi questa verrebbe schiacciata dagli altri clan. Pertanto lui e Tracy si separano, promettendo di ritrovarsi un giorno, e Xun parte con un contrabbandiere amico di Silver alle Antille Olandesi.
Intanto Flint, vedendo l'armata di zombie quasi pronta, torna in Giamaica ove lo aspetta il viceré Rodriguez. Questi afferma di voler avere più territori strappati ai pirati, in quanto a parer suo la Spagna ha avuto un ruolo più marcato nella battaglia (cosa non vera), ma Flint lo minaccia con la spada e lo caccia, con grande sgomento di Triloni, e ordina al conte di tornare subito in Inghilterra per avvertire re Giorgio dell'accaduto. In realtà tutto questo era un piano di Hurakan, poiché ora le nazioni europee entreranno in guerra tra loro, permettendo così a Flint di conquistare il mondo senza problemi.
Intanto Jim e gli altri tornano nel territorio degli indigeni Faccia Rossa, ovvero quelli che precedentemente li avevano attaccati, ma scoprono che il villaggio è abbandonato. Nelle rovine trovano Kainda, la quale afferma di essere sopravvissuta grazie al capo dei Faccia Rossa, il quale l'ha salvata e curata. Il motivo dell'abbandono del villaggio è il figlio del capo, il quale ha contratto una malattia letale dopo aver aiutato alcuni naufraghi, e il capo, spaventato, ha ordinato di andarsene prima della diffusione del contagio.
Jim entra nella capanna ove giace il giovane morente e scopre che ha la peste; conscio del pericolo che corre, decide comunque di aiutare il ragazzo, mantenendo però una distanza di sicurezza dagli altri; ordina poi di portargli un decotto di una speciale frutto trovato sul Codex che sembra rinforzi il corpo. Silver è preoccupato perché sa dei pericoli che Jim corre, dato che il decotto non funziona sugli uomini bianchi, ma non può fare niente poiché, se Jim doveva essere contagiato, probabilmente lo è già stato.
Jim passa sette giorni con l'ammalato e alla fine riesce a guarirlo; tuttavia il morbo contagia anche lui, in una forma ancora più aggressiva di quella del ragazzo inca. Silver è pronto a sacrificarsi e a curare lui Jim, dato che si ritiene solo un peso per la ciurma per via della sua anzianità, ma Kainda lo ferma affermando che Jim purtroppo se la deve vedere da solo. Durante la notte tuttavia la malattia raggiunge l'apice e Jim è a un passo dalla morta, ma Hurakan si intrufola nella tenda e, per premiarlo per aver protetto uno della sua gente senza pensare alle conseguenze, lo guarisce e gli indica il luogo da raggiungere, ovvero una piramide con un serpente e tre tartarughe nere sopra. 
Il giorno dopo Jim si incontra con i Faccia Rossa, tornati dal volontario esilio, e gli chiede dive possa trovare la piramide di Hurakan; il Faccia Rossa gli indica lo Yucatán e pronuncia una misteriosa parola, ovvero "Koba". Jim e gli altri si mettono perciò in viaggio per la penisola sudamericana.

## Uragano
Il Portoghese si dirige in Messico con l'intento di attaccare la città indigena di Uxmal per trafugare il Koba di Hurakan. Arrivato, si incontra con un uomo di nome Jago, il quale lo conduce da un gruppo di criminali, ai quali offre molto oro in cambio di servigi, nascondendolo però fino alla fine della missione. Il capo dei banditi ordina a due dei suoi di seguirlo per scoprire dove si trova, ma il Portoghese li scopre facilmente e li rimanda indietro sdegnato.
Intanto Mama Kainda scopre che Ben Gunn contiene, nella sua mente impazzita, la risposta su chi è il vero motore della vicenda degli zombie, ma per scoprirlo dovranno aiutare Ben a guarire. Ben cerca di non ricordare, ma sviene nel tentativo di fuggire. Collegandosi alla sua mente, la ciurma scopre la verità : Ben, dopo che Silver e Billy Bones avevano nascosto il tesoro sull'isola dello scheletro, si era perso ed era rimasto lì. Vagando, aveva visto Flint essere resuscitato da Hurakan e usato da questi come pedina. Tuttavia il vero motivo della sua pazzia era che, rimanendo sull'isola, il pirata aveva provato il grande dolore di Hurakan : l'isola infatti era un tempio dedicato ad Hurakan dove i capi degli Inca si dirigevano a pregare, ma fu profanato dopo che i conquistadores distrussero la popolazione.
Svelato il mistero, Ben rinsavisce e il gruppo decide di recarsi ad Uxmal, ove si troverebbe il Koba di Hurakan. Il Portoghese però arriva prima e con l'aiuto dei banditi disperde la popolazione, per poi rubare la strada nascondendosi con la magia, dopodiché invia i banditi all'inseguimento degli indigeni. Hurakan, avvertendo la perdita del Koba, arriva in Messico e, dicendo decidere fra salvare gli indigeni e inseguire il Portoghese, sceglie la prima opzione. Intanto arrivano anche Jim e la sua ciurma, i quali decidono di aiutare gli indigeni, ma hanno comunque poche possibilità contro i banditi; Hurakan però arriva e spazza via i nemici con un uragano. Il dio potrebbe anche inseguire il Portoghese, ma lo lascia andare, poiché il destino ha scelto così. Jim decide di riprendere il largo subito, cominciando a comprendere Hurakan, dopo aver trascorso la notte a Uxman con gli indigeni.

## La vendetta delle Vele Nere
Jim è convinto del fatto che Hurakan non sia cattivo, ma solo adirato per ciò che gli uomini bianchi fecero alla sua gente, quindi desidera parlare con lui dirigendosi nel luogo dove tutto ebbe inizio: l'isola del Teschio. Intanto Flint ora ha al suo comando un esercito di zombie che con una flotta di navi con tanto di vele nere conquisteranno l'Europa, così Hurakan avrà la sua vendetta sugli uomini bianchi, anche se Flint continua a non fidarsi di lui, quindi Hurakan come gesto di buona fede estrae dal suo corpo la pallottola con cui Silver lo uccise, e anche se per ora non ha intenzione di riportarlo in vita, lo farà a breve.
Jim, Silver, Kainda, Ben, Lynn, Tracy e Jojo cercano di raggiungere l'isola del Teschio a bordo della loro nave, ma Kainda percepisce un'immensa forza malvagia in mare, Jojo e Silver guardano all'orizzonte e scoprono che la forza percepita è la flotta degli zombie, guidata da Flint, che è salpato con loro dalla Giamaica alla conquista del continente europeo.
Intanto il Portoghese giunge in Giamaica con il Koba e manda un corvo da Flint con un biglietto legato alla zampa. Sulla rotta la nave di Jim va incontro a un vortice d'acqua creato da Hurakan, la nave viene inghiottita ma si ferma, senza sprofondare, Kainda spiega a Jim che Hurakan vuole conferire solo con lui, quindi Jim si lancia nel vortice. Jim si risveglia in una giungla con strani animali grigi, poi viene catturato da delle statue animate, infine appare Hurakan. Quest'ultimo racconta al ragazzo di come gli uomini bianchi distrussero la sua gente, accusando Jim di volerlo convincere ad abbandonare i suoi propositi di vendetta solo per apparire come un eroe. Jim afferma che è in errore, poi Hurakan gli rivela che il Portoghese è in possesso del Koba. Jim accusa Hurakan di essere un assassino perché ha fatto uccidere molte persone, poi si risveglia sulla nave, circondato dai suoi amici, il vortice che prima stava per inghiottire la sua nave è sparito.
Purtroppo il dialogo con Hurakan non è andato bene come Jim sperava, quindi il ragazzo insieme al suo equipaggio riprende la rotta verso l'isola del Teschio, mentre Flint riceve la visita del corvo del Portoghese e dal biglietto legge che è entrato in possesso del Koba, quindi andando contro gli ordini di Hurakan fa cambiare rotta alla sua flotta verso l'isola del Teschio.

## Il pianto di un Dio
Jim e la ciurma tornano all'isola dello Scheletro attraccando nella stessa baia in cui si erano fermati con l'Hispaniola tempo prima; quello che devono fare, ora, è scoprire il luogo in cui si è consumato il massacro compiuto dai Conquistadores e purificarlo dal male. Silver propone di cercare nel punto in cui aveva ucciso Flint, in quanto in quel punto la magia doveva essere molto forte. La ciurma si dirige quindi lì e Mama Kainda inizia un rituale sacro nel tentativo di richiamare gli spiriti del popolo di Hurakan.
Intanto Flint giunge sull'isola dello Scheletro, dove incontra il Portoghese che gli mostra il Koba. Camminando nella selva, i due incontrano Hurakan, il quale rivela loro che aveva sempre saputo del loro tradimento e che gli aveva lasciati fare solo per punirli come si deve alla fine. I tre iniziano così una rocambolesca battaglia, in cui Flint e il Portoghese riescono comunque a difendersi egregiamente grazie al Koba, il quale, essendo composto della stessa magia del dio, può respingerlo facilmente. 
Intanto Mama Kainda riesce a evocare gli spiriti del popolo di Hurakan, i quali si dirigono verso il luogo dove si sta consumando la battaglia; la ciurma li segue e vede l'esito finale : Hurakan, in preda alla rabbia, distrugge con un colpo finale il Koba, e poiché era legato a lui dalla vita, perde le forze e scompare. Flint, senza più Hurakan a mantenere la magia, abbandona il corpo del governatore Blade e ritorna ad essere il pirata che era, con grande sgomento del Portoghese, che era convinto sarebbe morto una volta sconfitto Hurakan; Flint però gli ride in faccia, rivelandogli che il dio gli aveva estratto la pallottola dal cuore. Il piano del Portoghese era infatti liberarsi di Hurakan e Flint per diventare il capo dell'armata degli zombie e conquistare il mondo da solo. Vedendo il suo piano andare in fumo, il Portoghese fugge.
Intanto gli spiriti del popolo indiano conducono la ciurma di Jim in un luogo sacro, mentre Silver resta a controllare Flint; quando però il pirata vede la trasformazione del suo ex-capitano, decide di tornare dagli altri per avvertirli del pericolo. Lì Hurakan, ormai in fin di vita, compare davanti a loro, e rivela il suo vero piano : in realtà lui voleva morire per ricongiungersi con il suo popolo e donare a Flint l'armata affinché lui distrugga gli europei, così che vendichi il popolo che Hurakan non era riuscito a proteggere. Tuttavia Jim gli fa capire che non è con la vendetta che otterrà la pace ma con il perdono, cosa che gli indiani hanno già fatto (infatti nei loro sguardo il dio legge solo desiderio di pace e non vendetta); il dio, comprendendo le parole di Jim, abbandona il mondo terreno e si ricongiunge con il suo popolo, per poi scatenare un uragano e distruggere l'armata degli zombie. 
All'Isola dello Scheletro, Mama Kainda avverte la scomparsa dell'esercito di morti, ma subito dopo un terremoto devasta l'isola e eruzioni di lava esplodono ovunque; ora infatti l'isola è maledetta e sta per autodistruggersi. Jim ordina di scappare, ma Silver rimane : è infatti intenzionato a chiudere i conti con Flint. I due pirati iniziano un duello mortale, in cui Silver riesce, grazie all'aiuto dei ragazzi, a togliere la pistola a Flint, costringendolo a duellare con la spada; lo scontro è però interrotto da un tronco in fiamme che cade davanti a loro, dividendoli. Tornati alla baia, Jim decide di rimanere con Silver e ordina agli altri di tornare alla nave e ammainare le vele, per poi tornare a prenderli dopo. Flint li raggiunge, recuperata la sua pistola, ma scopre che è chiusa da oro fuso. Tuttavia Silver si rifiuta di ucciderlo, affermando che il capitano ha pagato il suo debito di tradimento e che è ora di lasciarsi il passato alle spalle, e gli offre di venire via con loro. Flint però, seppur riluttante, rifiuta e tenta un ultimo attacco, ma sotto di lui la terra si apre e il pirata precipita in una voragine di fuoco, morendo. 
Non appena Silver e Jim tornano alla nave, la ciurma riparte abbandonando l'isola appena in tempo, che esplode e si inabissa nell'oceano. Senza più nemici, Tracy decide di seguire le orme del padre e di fondare una flotta di nave da lei capitanata, la Simon G. Stenton, insieme a Lynn, Jojo, Ben e Mama Kainda, in quanto ora sono la sua famiglia. Jim, seppur invitato, rifiuta in quanto preferisce tornare da sua madre e seguire le orme del dottor Livesey, mentre Silver decide di tornare ad essere un pirata, in quanto lo avrebbe fatto in ogni caso, portando con sé il pappagallo Capitano Flint.
Anni dopo, Jim, ormai adulto e dottore, conclude la sua storia e dà un ultimo addio alla tomba di Silver, per poi salpare. Mentre si allontana dalla spiaggia, Jim viene raggiunto da Capitano Flint, rimasto accanto alla tomba tutto quel tempo ad aspettarlo, e insieme salutano Silver come si deve. Jim sente poi la voce di Silver che lo saluta con queste ultime parole : "Addio, Jim. Che le tue vele restino gonfie".